# Pile à combustible à carbonate fondu
 (novembre 2013).

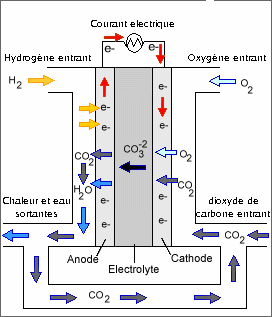
Schéma d'une MCFC

Les piles à combustible à carbonate fondu, ou MCFC (d'après l'acronyme de l'appellation anglaise Molten-carbonate fuel cell) sont des piles à combustible fonctionnant à des températures à partir de 600 °C. Elles démontrent les plus grandes efficacités parmi tous les types de piles à combustible (y compris celles à oxyde solide, à membrane d'échange de protons et à acide phosphorique), et ne sont pas sujettes aux problèmes de matériaux à haute température qui affectent la technologie des piles à combustible à oxyde solide.

## La technologie
Les MCFC sont actuellement développées pour les applications dans les centrales électriques au gaz naturel et au charbon, les applications industrielles et militaires. Elles fonctionnent à haute température, avec un électrolyte composé de sels de carbonate fondu en suspension dans une matrice céramique poreuse et chimiquement inerte d'électrolyte solide d'alumine béta (ou BASE selon l'acronyme de l'appellation anglaise : beta-alumina solid electrolyte). De plus, puisqu'elles opèrent à de hautes températures (classiquement vers 650 °C - soit 920 K environ - et au-delà), des métaux non précieux peuvent être utilisés comme catalyseurs à l'anode et/ou à la cathode, réduisant ainsi les coûts.
Une efficacité accrue est une autre des raisons pour lesquelles les MCFC offrent des réductions de coûts significatives par rapport aux piles à combustible à acide phosphorique (PAFC). Les MCFC peuvent atteindre des rendements approchant les 60 %, ce qui est considérablement plus élevé que les 37 à 42 % atteints par les PAFC. Lorsque la chaleur résiduelle est recyclée et utilisée, ce rendement peut atteindre les 85 %.
Au contraire des piles à combustible alcalines, à acide phosphorique ou à membrane à électrolyte polymère, les MCFC ne nécessitent pas un reformeur externe afin de convertir des combustibles plus énergétiquement dense en hydrogène. En raison des hautes températures de fonctionnement des MCFC, ces combustibles sont convertis en hydrogène dans la pile elle-même par un processus appelé reformage interne, ce qui réduit aussi les coûts.
Les piles à combustible à carbonate fondu ne sont pas sujettes à « l'empoisonnement » au monoxyde de carbone (CO) ou au dioxyde de carbone (CO2) - elles peuvent en effet les utiliser comme combustibles - ce qui les rend plus attractives pour l'utilisation des gaz issus du charbon. Elles sont également plus résistantes aux impuretés que les autres types de piles à combustible, ce qui fait que les scientifiques pensent qu'elles pourraient être susceptibles de reformer intérieurement le charbon, assurant qu'elles peuvent être rendues résistantes aux impuretés (comme les sulfures) et les particules résultant de la conversion du charbon, une des sources de combustible fossile les plus polluantes, en hydrogène.

## Les développements

### Recherche actuelle
Le premier désavantage de la technologie MCFC est sa durabilité. Les hautes températures auxquelles ces piles fonctionnent et la corrosivité des électrolytes utilisés conduisent à des pannes et abrègent la durée de vie des piles. Les scientifiques sont actuellement en train d'étudier des matériaux résistants à la corrosion et la conception des piles afin d'accroître la durée de vie sans perte des performances.

### Pile à combustible MTU
L'entreprise allemande MTU Friedrichshafen a présenté à la foire de Hanovre 2006 une MCFC : pesant 20 tonnes l'unité, elle peut produire 240 kW de puissance électrique à partir de gaz variés, les biogaz inclus. L'air rejeté est assez pur pour qu'il ne soit pas qualifié de fumée polluante. La température de cette fumée est d'environ 400 °C, ce qui est suffisant pour une utilisation dans de nombreux procédés industriels. Une possibilité alternative est de produire de l'électricité par le biais d'une turbine à vapeur. En fonction du type de gaz, l'efficacité électrique se situe entre 42 et 49 %. Une turbine à gaz peut accroître ce rendement jusqu'à 64 %. L'unité peut être utilisée en cogénération.

### Source
- (en) U.S. Department of energy.